# Förstakammarvalet i Sverige 1883
Förstakammarvalet i Sverige 1883 var ett val i Sverige. Valet utfördes av landstingen och i de städer som inte hade något landsting utfördes valet av stadsfullmäktige. 1883 fanns det totalt 810 valmän, varav 776 deltog i valet.
I Jämtlands läns valkrets ägde valet 29 januari. I halva Stockholms läns valkrets ägde valet rum den 10 maj. I Kristianstads läns valkrets ägde valet rum den 25 juli. I Östergötlands läns valkrets, Jönköpings läns valkrets, Kronobergs läns valkrets, Göteborgs och Bohusläns valkrets och Älvsborgs läns valkrets ägde valet rum den 18 september. I Västernorrlands läns valkrets, Västerbottens läns valkrets och Norrbottens läns valkrets ägde valet rum den 19 september. I Kristianstads läns valkrets och Kopparbergs läns valkrets ägde valet rum den 25 september. I Kalmar läns södra valkrets och Värmlands läns valkrets ägde valet rum den 27 september. I Jämtlands läns valkrets ägde valet rum den 29 september och i andra halvan av Stockholms läns valkrets ägde valet rum den 1 oktober. 

## Invalda riksdagsmän
Stockholms stads valkrets:
- Albert Lindhagen
- Oscar Björnstjerna

Östergötlands läns valkrets:
- Melker Falkenberg af Bålby

Jönköpings läns valkrets:
- Magnus Söderberg
- Wilhelm Spånberg

Kronobergs läns valkrets:
- Carl von Baumgarten

Kalmar läns södra valkrets:
- Johan Sandberg

Kristianstads läns valkrets:
- Robert Themptander

Göteborgs och Bohusläns valkrets:
- Arthur Koch

Älvsborgs läns valkrets:
- Johannes Erikson
- Louis De Geer

Värmlands läns valkrets:
- Karl Liljesköld

Kopparbergs läns valkrets:
- Henric Gahn
- Per Pettersson

Västernorrlands läns valkrets:
- Axel Ryding

Jämtlands läns valkrets:
- Niklas Biesèrt

Västerbottens läns valkrets:
- Christopher Huldt
- Daniel Nordlander

Norrbottens läns valkrets:
- Adolf Wilhelm Roos